# Corinne e Jeannot
Corinne e Jeannot sono personaggi dei fumetti di Jean Tabary.

## Storia del personaggio
I personaggi sono apparsi per la prima volta nel 1959, nella serie Totoche. Questo duo particolarmente esplosivo si distingue per il loro rapporto all'interno della banda di accoliti di Totoche. In effetti, Jeannot è inconsciamente innamorato di Corinne e lei passa il tempo a fargli gli scherzi più pericolosi. Infine, quando Jeannot decide di ripagarla, fallisce ogni volta.
Nel 1966, il loro creatore, il fumettista Jean Tabary, decise di dare vita alle loro avventure, principalmente sotto forma di gag di una pagina. A questi due personaggi si aggiungeva il poliziotto Bodard, che difendeva sempre la maliziosa Corinne a spese del povero Jeannot.
Le avventure di Corinne e Jeannot sono apparse per la prima volta nel numero 1075 del 19 dicembre 1965 nel settimanale Vaillant, il giornale di Pif. Si tratta di una striscia di una pagina intitolata: Les Jeudis de Corinne et Jeannot, spesso nell'ultima pagina. L'ultima striscia fu pubblicata su Pif Gadget nel 1972, con il titolo Les Mercredis de Corinne et Jeannot.
Una rivista tascabile pubblicata da Éditions Vaillant, intitolata Hit parade comique Poche, è apparsa dal 1976 al 1978 con nove numeri, tra cui i numeri 3 (dicembre 1976), 4 luglio 1977) e 6 (dicembre 1977) dedicati a Corinne e Jeannot.
Nel 1979, Les Vacheries de Corinne à Jeannot apparve in formato tascabile, stampato in bianco e nero e pubblicato dalle Editions de la Seguinière, nome dato a quelle che sarebbero diventate le Editions Tabary. Sono stati pubblicati quattordici numeri. Il caporedattore era Francis Slomka, che per tre anni (dal 1976 al 1979) ha tenuto una rubrica settimanale sui fumetti su Antenne 2 (Uno su cinque di mercoledì pomeriggio).
Nel 1999, Jean Tabary ha pubblicato il Magazine de Corinne e Jeannot da febbraio a novembre 1999. Avrà nove numeri, dieci se contiamo il numero zero pubblicato in un circolo privato, come saggio.

## Albums de Corinne e Jeannot
- Corinne et Jeannot, Vaillant, 1970. Ripubblicato dalle Éditions de la Séguinière nel 1986 e da Tabary nel 1998 con il titolo On peut se marier...[5]
- Corinne et Jeannot et l'agent Bodart, Vaillant, 1971. Ripubblicato dalle Éditions de la Séguinière nel 1987 e da Tabary nel 1998[6] [7].
- Corinne et Jeannot en vacances, Dargaud, 1974. Ripubblicato da Tabary nel 1991 con il titolo Les Vacances de Corinne et Jeannot[8].
- Jeannot Hai...me Corinne, Glénat, 1981[9]. Ripubblicato da Tabary nel 2001[10].
- Retours de bâton, Éditions de la Séguinière, 1985[11]. Ripubblicato da Tabary nel 1998[12].
- De pire en pire, Tabary, 1988.[13]
- Cadeaux maudits, Tabary, 1998[14].

## Le  cattive parole di Corinne à Jeannot
Le  cattive parole di Corinne à Jeannot è una rivista mensile in formato tascabile, con circa cento pagine. Pubblicata dal 1979 al 1980, in quattordici numeri, è stata creata da Jean Tabary e Francis Slomka ed era molto vicina ai personaggi di Corinne e Jeannot (di Jean Tabary). 
Il caporedattore, Francis Slomka, dava ogni mese la parola e la penna al lettore:
- per raccontare barzellette,
- per inventare una barzelletta,
- per disegnare un fumetto basato su uno scenario suggerito,
- di inviare una foto con il volto migliore...

Il concetto e il titolo sono stati ripresi vent'anni dopo sotto l'etichetta di Tabary Editions per una pubblicazione uscita in edicola pochi mesi.

## Omaggio
L'album Zoo dingo: Élection Miss Zoo di Beno e Bruno Bertin (Éd. P'tit Louis, 2019) presenta i personaggi in un box a pagina 32.